# Soundz of Freedom
Soundz of Freedom è un album di Bob Sinclar pubblicato nel 2007.

## Tracce
1. "Sound of Freedom" (feat. Gary Pine & Dollarman)
2. "Rock This Party" (2007 Remix) (feat.Dollarman & Big Ali)
3. "What I Want" (by Fireball)
4. "Hard"
5. "Kiss My Eyes" (Cubeguys Remix)
6. "I Feel For You" (Axwell Remix)
7. "Everybody Movin'" (Part 1) (Kurd Maverick & Eric Thoneick Remix)
8. "Everybody Movin'" (Part 2) (Guy Schreiner Remix)
9. "Ultimate Funk" (feat. Big Ali) (Tocadisco Remix)
10. "The Beat Goes On" (Mousse T. Remix)
11. "Champs Elysées Theme" (Jamie Lewis Remix)
12. "Tribute" (feat. Michael Robinson & Ron Carroll)
13. "Together" (feat. Steve Edwards)
14. "Give a Lil' Love" (Part 2) (Eric Kupper Remix)

## Classifiche
| Classifica (2007) | Posizione massima |
| ----------------- | ----------------- |
| Belgio (Fiandre)  | 22                |
| Belgio (Vallonia) | 10                |
| Francia           | 7                 |
| Paesi Bassi       | 85                |
| Portogallo        | 10                |
| Svizzera          | 22                |